# Viola hispida
Viola hispida är en violväxtart som beskrevs av Jean-Baptiste de Lamarck. Viola hispida ingår i släktet violer, och familjen violväxter. Inga underarter finns listade i Catalogue of Life.

## Bildgalleri

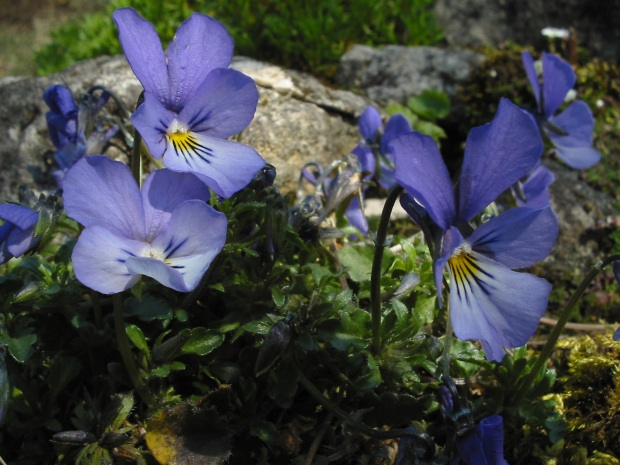